# (35171) 1993 TF1
1993 TF1 (asteroide 35171) é um asteroide da cintura principal. Possui uma excentricidade de 0.14253110 e uma inclinação de 5.47756º.
Este asteroide foi descoberto no dia 15 de outubro de 1993 por Kin Endate e Kazuro Watanabe em Kitami.